# Tokugawa Yoshimune
Tokugawa Yoshimune (徳川 吉宗), född den 27 november 1684 var den åttonde shogunen i Tokugawashongunatet och regerade från 1716 tills han abdikerade 1745. Han var son till Tokugawa Mitsusada och därmed sonson till Tokugawa Yorinobu.

## Ättelinjer
När Tokugawa Ietsugu dog 1712 lämnade han inte några ättlingar efter sig och Tokugawa Ieyasus ättelinje dog ut. 
Genom den mer än etthundra år långa ättelinjen fanns emellertid ättlingar som kunde härleda släktskap tillbaka till Ieyasu och från en av dessa linjer valdes den nye shogunen, Tokugawa Yoshimune. Tokugawa Ieyasu, som grundade Tokugawashogunatet hade varit väl medveten om att något sådant kunde hända. Utslocknandet av Minamoto-klanen 1219 hade varit en god påminnelse om detta.
Yoshimune var inte son till någon tidigare shogun. Men han var medlem i en gren av Tokugawa-klanen. Tokugawa Ieyasu hade dock, vid sidan av sin son, Tokugawa Hidetada, som blev den andre shogunen, valt tre andra söner, gosanke,  som shogunatet kunde utgå från, om de manliga efterföljarna till Hidetada skulle ta slut. De tre gosanke var grenarna Owari, Kii och Mito.
Yoshimune tillhörde Kii-grenen. Kii utgick från Ieyasus son Tokugawa Yorinobu. Ieyasu utsåg honom till daimyo för Kii. Yorinobu följdes av sonen, Tokugawa Mitsusada. Två av Mitsusadas söner följdes honom och efter dem blev Yoshimune, som var Mitsusadas fjärde son daimyo för Kii 1705. Därefter tog han över shogunatet, som ledare för Kii-grenen.

## Tiden som shogun
Yoshimune blev känd som “risshogunen”, kome-shogun, och som en duglig ledare. Han genomförde ett flertal reformer för att stärka shogunatets och samurajernas ekonomiska bas. De kallas Kyōhōreformerna efter tidseran Kyōhō, som varade 1716-1736. Regeringen sökte skapa lugn på rismarknaden som haft stora prisfluktuationer. Skattesystemet sågs också över. Ett åtgärdspaket för moralisk upprustning ingick vidare i reformeringen: Samurajerna ålades hårdare vapenövningar och nöjesliv bestraffades hårt. Folket uppmanades också att klaga på ämbetsmän som inte skötte sin tjänsteutövning. Särskilda lådor sattes upp för att ta emot klagobrev.

## Perioderna i Yoshimunes shogunat
Shogunernas regeringstid brukar indelas i perioder eller eror (nengō).
- Shōtoku (1711–1716)
- Kyōhō (1716–1736)
- Genbun (1736–1741)
- Kanpō (1741–1744)
- Enkyō (1744–1748)